# Open des volcans
L'open des Volcans était une compétition de golf qui s'est tenue annuellement de 1992 à 2007 au golf des volcans, à Orcines (Puy-de-Dôme). L'open faisait partie du circuit européen du Challenge Tour.

## Palmarès
- 1992 :  Mickaël Krantz  Suède
- 1993 :  Dennis Edlund  Suède
- 1994 :  Éric Giraud  France
- 1995 :  Thomas Gogele  Allemagne
- 1996 :  Andrew Sandywell  Angleterre
- 1997 :  Mark Litton  Pays de Galles
- 1998 :  Warren Bennett  Angleterre
- 1999 :  Phil Golding  Angleterre
- 2000 :  Renaud Guillard  France
- 2001 :  Scott Drummond  Écosse
- 2002 :  Scott Kammann  États-Unis
- 2003 :  Ivo Giner  Espagne
- 2004 :  Johan Axgren  Suède
- 2005 :  Ilya Goroneskoul  France
- 2006 :  Martin Kaymer  Allemagne
- 2007 :  Gareth Paddison  Nouvelle-Zélande